# Terranigma
Terranigma (en japonés 天地創造 Tenchi Sōzō, ‘La Creación del Cielo y la Tierra’) es un videojuego de rol de acción desarrollado por Quintet en 1996 para Super Nintendo. Trata sobre la resurrección del mundo y su progreso desde el pasado hasta el futuro.
Enix publicó el juego en Japón. El juego no se lanzó en Norteamérica debido a que Enix ya había cerrado su sucursal en EE. UU. cuando finalizó la traducción, y no se volvió a lanzar debido a problemas complicados relacionados con sus derechos. Nintendo lo publicó en territorios PAL de Europa y Australia con traducciones al inglés, alemán y español. Llegó a contar con un libro de pistas oficial del Club Nintendo.

## Argumento
La Tierra es sólo una esfera hueca en el universo en cuyo interior se encuentra una especie de inframundo que sufre una gravedad invertida. En el juego controlas a un héroe llamado Ark, un joven rebelde que siempre se mete en líos y vive en Krista, la única ciudad de ese mundo subterráneo. Su mejor amiga es una vecina llamada Naomi.

### Capítulo 1: El punto de partida
El inicio de los problemas
En Krista, Ark abre una puerta prohibida y abre la Caja de Pandora, que se encontraba en su interior, conociendo de esta forma a Yomi y quedando congelado todo el pueblo excepto él y el anciano del pueblo. En la Caja de Pandora, Ark encuentra un nuevo equipamiento y podrá almacenar sus armas, armaduras, objetos y hechizos.
Las 5 torres del inframundo
Siguiendo las órdenes del Sabio y con el fin de descongelar a la gente del pueblo, Ark completa las 5 torres del inframundo. De esta forma hace renacer los 5 continentes de la superficie: Eurasia, Sudamérica, África, Norteamérica y Australia. Pudiendo opcionalmente hacer renacer también a Polinesia y la isla de Mu.
El viaje a la superficie
Una vez superadas las 5 torres y tras despedirse de Naomi, Ark va al Glaciar y, siguiendo nuevamente las órdenes del Sabio, se tira por una enorme grieta que lo llevará al mundo de la superficie, con el fin de devolver la vida a ese mundo.

### Capítulo 2: Resurrección del mundo
Resurrección de las plantas
Ark se despierta en un paisaje desolado al norte de los Andes en Sudamérica. Se dirige a Siemviva en el Amazonas, donde se mete en el interior del árbol Ra, a través de un agujero en su tronco y derrota a un parásito que lo estaba consumiendo. Con ello revive a las plantas, pudiendo hablar con ellas, y un manto verde cubre la Tierra.
Resurrección de los pájaros
Ark cruza Guyana y se dirige a Norteamérica, a la cordillera de Grecliff. En la cima se enfrenta a los Dobles Oscuros (dos pájaros malvados) y, una vez vencidos, todos los pájaros recuperan su forma y podrá hablar con ellos.
Despertar del viento
Santuario es ahora un lugar lleno de aves, pero no pueden emigrar puesto que no hay viento. Kingbird, el rey de las aves, pide a Ark que vaya a Hurcania a despertar al viento y una gaviota se encarga de llevarlo. Una vez allí, Ark tira tres piedras en un gran abismo, consiguiendo con ello despertar al viento.
Resurrección de los animales
Con el viento liberado, una gaviota se ofrece a llevar a Ark a Safarium en África. Desde ahí Ark se dirige a Zue, un lugar extraño en el que el tiempo cambia continuamente entre soleado y lluvioso. En Zue hay cuatro altares y Ark lleva 4 almas a los altares, consiguiendo con ello que crezca la hierba y el agua del río en determinadas zonas. Finalmente, en el último altar derrota al Dios Pagano y a su transformación en Señor de los Vientos. Con ello, los animales hechos monstruos recuperan su ser y Ark podrá hablar con ellos.
Rescate de Liam
En Safarium, el rey león, Leo, y la reina le piden a Ark que salve a su hijo Liam que está superando la prueba de la Soledad en el Cañón. Ark ayuda a Liam a subir el cañón, pero Fangosa, un monstruo de barro, se interpone en su camino. Liam y Ark luchan con Fangosa y este se rinde y crea un puente para que salgan del cañón. Pero Fangosa engaña a Ark y cuando atraviesa el puente se rompe,  quedando Ark en un resquicio del cañón. Liam derrota a Fangosa, demostrando ser un digno rey, y llama a una gaviota para que rescate a Ark. Además, Liam encuentra una piedra preciosa que brilla como la Luna y se la queda. El rey Leo en agradecimiento avisa a los animales para que ayuden a Ark a seguir su camino.
Resurrección de las personas
En Indus, los rinocerontes crean un puente para que Ark pueda atravesar el río e ir hacia Asia. En Eklemata, Ark es atrapado por una avalancha junto con la cabra Aries. Aries se da cuenta de que su esposo está muerto y decide que lo mejor es que se lo coman para sobrevivir. Más tarde, Aries decide hacer una embestida para abrir un agujero, Ark sale por él, pero Aries no puede y muere encerrada. Finalmente, Ark derrota al Zombi Negro consiguiendo que resuciten los seres humanos. Ark queda inconsciente y tiene un extraño sueño en el que ve una especie de cadena alimentaria, además de esto queda dormido durante 3 años.

### Capítulo 3: Resurrección del genio
En busca de Mei-Lin
Ark despierta en Lhasa, donde Lord Kumari le cuenta que ya no puede hablar con plantas y animales. Más tarde, aparece su amigo Ma-Yo y les cuenta que no puede controlar a su nieta Mei-Lin que está en el pueblo fantasma de Luran, en el desierto. Ma-Yo no puede encontrar el pueblo porque está protegido por ilusiones ópticas creadas por Mei-Lin.
Ark va al desierto de Gobi, en donde ve a Mei-Lin y la sigue hasta llegar a las ruinas de Luran. En Luran, Mei-Lin engaña a Ark creando ilusiones, entre ellas zombis y fantasmas. Al final, Ark logra encontrar a Mei-Lin gracias al olfato de su perro Turbo. Ma-Yo, como agradecimiento, le dice a Ark que debe hablar con los nómadas para saber cómo atravesar el desierto de Taklama y llegar así a Europa.
Recuperación del habla de la princesa Naomi
Ark sigue las instrucciones de los nómadas para atravesar el desierto y llega a Loira en Francia. Allí se entera de que no debe ir al Bosque de Norfesta si no quiere perderse (a no ser que posea una Campana Protectora) y de que quien se presente en el castillo del Rey Henry XIII y consiga hacer hablar a la princesa podrá casarse con ella. Finalmente, con la ayuda de Fidia, una espadachina, consigue dormir en la posada.
Al despertarse Ark va al castillo, entra en la sala de espera y conoce a Roy, un chico demasiado egocéntrico. Cuando le llega su turno, Ark ve que la princesa es casi idéntica a Naomi de Krista y comparte su mismo nombre. Además, se entera de que Naomi no es hija del Rey y su pueblo Storkolm, al otro lado del Bosque de Norfesta, fue destruido por el Rey. Ark sale del castillo para buscar la cura para Naomi, que posiblemente se encuentre en Storkolm.
Más tarde, Ark consigue preparar un potente somnífero y lo echa en una olla en la cocina del castillo. Después de comer, todo el personal se queda dormido y Ark puede merodear por el castillo sin problemas. En una mazmorra está encerrado Rob Wood, un ladrón que roba dinero a los ricos para dárselo a los pobres (claramente inspirado en Robin Hood). Ark lo libera y, a cambio, Rob le cuenta donde guarda el rey sus tesoros. Con ello, Ark, consigue obtener la Campana Protectora.
Ark entra en el Bosque de Norfesta y observa que la campana vibra cuando toma el camino correcto. En el bosque, Ark encuentra un silbato y finalmente llega a Storkolm junto con Mei-Lin, que le seguía a escondidas. Una vez allí, Ark observa que es un pueblo idéntico a Krista. De repente, una manada de lobos rodea a Ark y Mei-Lin, pero Ark usa el sibato y los ahuyenta. En la casa de Naomi (la de Ark en Krista) encuentran un retrato de Naomi con sus padres. Mei-Lin le dice que ya sabe cómo hacer hablar a Naomi, con la condición de que él no se case con Naomi, y vuelven al castillo.
En el castillo, Mei-Lin crea una ilusión en la que están en Storkolm y aparecen los padres de Naomi. El rey se pondrá histérico. Por fin la princesa Naomi hablará, pegará un grito y Fidia tendrá que calmarla. El rey echa a Ark y Mei-Lin y se van a dormir a la posada.
En busca de Colón
Se le aparece el Sabio en sueños y le dice que debe resucitar a los genios. Para ello, debe atravesar las montañas hacia el sur. Ark despierta y se entera de que el Rey ha muerto (o lo han matado). Como no hay Rey habrá elecciones, Louis y Jean (que representan al comunismo y capitalismo respectivamente) están dando un discurso en la fuente y Ark puede votar por uno de los dos. Si gana Jean la ciudad se expande.
Ark sigue su camino hacia el sur y llega hasta la península ibérica y finalmente a la ciudad de Litz en Portugal. Allí conoce al Dr. Emilio, que está investigando la cura para la fiebre. Él le cuenta que su amigo Colón dice haberla encontrado pero ha desaparecido.
Tras muchos rumores acerca de la Reina, Ark va al Castillo de Sylvain en España. Allí, se enfrenta a la reina Bloody Mary (o Bruja de Hades), un rival realmente duro. Tras vencerla, Ark aparece en un calabozo junto a Colón, que estaba prisionero, y ambos se dirigen a Litz.
Viaje a América
Colón enseña a los marineros las artes de la navegación y un barco zarpará hacia el Nuevo Continente al día siguiente. En medio de la noche, Fidia le dice a Ark que Naomi debe embarcar en el barco y le pide que vaya con ella para protegerla. Ya en el barco, un grito despierta a Ark. Naomi está en peligro, unos fantasmas le están atacando. Tras acabar con ellos, Ark habla con Naomi sobre la Naomi del otro mundo y se va a dormir. Ark se despierta con la noticia de que han llegado a tierra. Naomi se ha ido, pero le ha dejado una Carta Real en la que confiesa ser la asesina del Rey y le dice que no quiere ser una carga para él.
En busca de Willy
Ya en tierra, Ark se dirige a Liberita donde conoce a Perry, un chico que hace acrobacias con su monopatín, y a sus hermanos huérfanos de Orfania, pero Perry se irá en busca de su hermana Anita. Ark va al norte hacia Nirlago, en donde encuentra el taller del inventor Willy, pero no está allí. Sin embargo, observa que está inmerso en la invención del avión y, moviendo una librería, encuentra a Anita escondida en el taller.
Después, Ark ayuda a un hombre a construir un puente sobre el río de Colorado y cruza el puente para dirigirse a la ciudad de Liotto, en Brasil. Allí Ark se encuentra con Mei-Lin y va con ella a Corcobad, el lugar de los enamorados. Ella se declara a Ark y le dice que le espera a la noche. Esa misma noche, Ark vuelve a Corcobad para reunirse con Mei-Lin, pero aparece Naomi de Krista y le dice que no es feliz sin él. En realidad, era una ilusión creada por Mei-Lin y ella se da cuenta de que Ark sólo ama a una y sale corriendo.
En el puerto de Liotto, los marineros no pueden pescar debido a los monstruos que hay en el mar. Un capitán ofrece un navío al que los mate en la Torre de las Sirenas. Ark se ofrece voluntario y navega con el barco hacia la torre. Allí vence a los Demonios, unos peces malvados, y regresan las sirenas (mujeres muertas en el mar). Nana, una de ellas, le entrega su Anillo de Compromiso para que se lo entregue a su novio Servas de Nirlago.
En Liotto, el capitán le da un barco a Ark. Después va a Los Grandes Lagos (al norte de Nirlago) y se encuentra con Servas. Ark le entrega el Anillo de Compromiso y él comprende que su amada, Nana, está muerta y se va a junto de ella, dejando vía libre a Ark para entrar en la Cueva de Los Grandes Lagos. En su interior vence a las Hitoderón, unas estrellas de mar que estaban atacando al dragón Chucho, guardián del lago. Finalmente, Chucho lleva a Ark junto a Willy, que estaba perdido en la cueva. Al volver a Nirlago, Willy le dice que ha construido un aeroplano, pero la tienda de Long, en Yamei, compra todo el metal y está demasiado caro.
En busca de Wong y Naomi
Ark va en barco a Yamei en China. En el hotel está Fidia enferma y el médico le dice que puede curarla una raíz llamada Ginseng. Long la vende en su tienda, pero se la da a cambio de que vaya a buscar a su hermano Wong al Castillo Dragón. Ark le da la Raíz Ginseng a Fidia. Ella tendrá un sueño en el que el Rey Henry XIII le ordena que mate a los padres de Naomi si no dicen donde está el tesoro de Storkolm. Los padres se niegan y le piden que proteja a Naomi después de que los mate. Fidia se despierta y le dice a Ark que Naomi está en el Castillo Dragón. Antes de ir a allí, Ark va a una pequeña isla cerca de Australia en busca de los Zapatos Turbo (necesarios para pasar el castillo).
En el Castillo Dragón no hay luchas, pero Ark debe evitar ser visto por los guardias. Wong y Roy tienen secuestrada a Naomi para que les diga el secreto de sus padres y Mei-Lin trabaja para Wong creando ilusiones en las que aparecen las dos Naomis para atrapar a Ark en un calabozo. Por suerte, Fidia salva a Ark y golpea a Mei-Lin por volverse enemiga de Ark sólo porque no la ama. Mei-Lin se echa a llorar y le dice a Ark donde está Naomi. Finalmente, Ark encuentra a Naomi, pero Roy llega para combatir con Ark. Fidia se interpone y Ark escapa con Naomi y Mei-Lin, pero Naomi decide esperar a Fidia. Roy, como todo un caballero, deja ir a Fidia y discute con Wong acerca de un tal Berruga. Roy mata a Wong, el castillo se derrumba y Ark queda inconsciente. Al despertar, Perry le dice a Ark que vaya a ver a Willy porque bajó el precio del metal.
Despertar de Berruga
En Nirlago, Willy ya ha terminado su avión y se lo presta a Ark. Ark vuela y aterriza en una pista de aterrizaje sobre Siberia. Llega a un pueblo llamado Devota en el que hay muchos devotos de Berruga, parece una especie de secta. Ark se dirige al Laboratorio del sur y allí accede a una base de datos, Yomi misteriosamente sabía la contraseña de acceso (Bloody Mary), y descubren que la humanidad fue aniquilada por un virus llamado Asmodeus. Finalmente, Ark derrota a Megatron, un robot de seguridad, y despierta a Berruga de su sueño eterno en su cámara criogénica (de ahí viene lo de Resurrección del Genio). Berruga le muestra a Ark los revividos (tras los efectos del virus), Ark discute con él y es atrapado por sus dispositivos de seguridad. Berruga le habla acerca de las tres leyes de la robótica y los habitantes de Neotokio son tragados por la nada.
Las 5 piedras lunares
El Sabio le dice a Ark que su misión ha terminado, quiere que descanse para siempre, pero Ma-Yo rescata a Ark y lo lleva a Lhasa. Lord Kumari le dice que por culpa de Berruga, haciendo que la gente no muera, se ha roto el círculo del destino. Para arreglarlo, Ark debe buscar las 5 Piedras Lunares y colocarlas al pie de la tumba al final del tiempo y aparecerá el niño dorado que puede rectificar el destino.
En ese momento, Nirlago se ha quemado por un incendio y Ark debe entregar cartas a gente rica para que ayuden a reconstruir la ciudad.
Ark consigue encontrar las 5 piedras lunares de la siguiente forma:
- En el desierto del Sahara, encuentra un cadáver que tiene una de las piedras, la piedra brillante que había encontrado Liam en el cañón.

- En Loira, Ark le compra una orquídea a la florista. En Sudamérica, una gaviota lo lleva volando hasta Penginea (Groenlandia) y allí intercambia con un pingüino la orquídea por una piedra lunar.

- En la comisaría de policía de Neotokio, Ark encuentra un Receptor y escucha como una chica pide ayuda. Siguiendo sus instrucciones, Ark se dirige a las cloacas y escucha que la chica está siendo atacada por un león. Finalmente, Ark logra alcanzarlos y ve que el león es Liam, ya crecido. Liam decide no matar a la chica, que es la única superviviente de Neotokio, y ella le entrega a Ark una piedra lunar.

- En Astárica, un templo de Sudamérica, Ark bebe de la copa del altar y cae en un extraño sueño en el que ve a los sacerdotes Pela (Perry), Meilia (Mei-Lin) y Meila (Ma-Yo). Ark avanza por el templo y ve a Naomi mandando a Roy y a Fidia (que tenían una relación de amor) a otra dimensión. Naomi le dice que beba de la copa correcta (hay 2 en el altar). Ark toma una y despierta del sueño junto a una piedra lunar.

- En la cima de la montaña Airsrock (Ayers Rock, Australia) un científico le da la última piedra lunar.

Después, Ark va a Dryvale, una zona desértica en el Polo Sur llena de tumbas. Allí, coloca las Piedras Lunares en las calaveras gigantes y ve al héroe legendario alzándose de su tumba. Resulta ser el Ark de la superficie. Sus almas deben volver a ser una y para ello tienen que morir.

### Capítulo 4: Resurrección del héroe
Despertar del héroe
En Storkolm, Naomi encuentra a un bebé en los campos exactamente igual a Ark y, en honor a su amigo, le pone su nombre. De repente, aparece Naomi de Krista, enviada por el sabio para matar al héroe legendario que en ese momento es un indefenso bebé. Ambas se quedan asombradas por su enorme parecido físico. Entonces, aparece Yomi y le dice a Naomi de Krista que también mate a Naomi de Storkolm. En ese preciso momento, el bebé escucha las voces de Lord Kumari, Ra, Liam y Kingbird que le dicen que el mundo espera su despertar y Ark crece hasta volver a ser adulto. Yomi le confiesa a Ark que el Sabio es Gaia Oscura y que su única misión era revivir a Berruga y morir. Naomi de Krista se opone a Yomi y ambos son tragados por el vacío.
En busca de Berruga
Naomi le enseña una nueva Caja de Pandora, ese era el secreto por el cual fueron torturados los habitantes del pueblo. La caja contiene las armas del héroe, encontradas por Colón, y al Yomi de la Luz. Naomi le dice a Ark que le esperará en Storkolm cuando todo termine y Ark le promete que volverá. Al salir de la casa, un pájaro le entrega una carta de Ma-Yo, donde dice que todos irán a la Torre de Berruga en Siberia para enfrentarse a él.
Al llegar a la torre, Mei-Lin, Roy, Perry, Fidia y Ma-Yo ayudan a Ark a subir hasta la cima de la torre y, desde allí, salta hacia la nave de Berruga junto con Fidia y Roy. Ellos le dan 7 bombas de relojería para colocarlas en los 7 ordenadores que manejan la nave. Una vez colocadas, se van todos a un extremo y Fidia hace explotar las bombas. En ese momento, aparece Berruga con unos zapatos voladores para escapar de la nave. Sin embargo, una hélice atrae a Berruga y muere. La nave va a estrellarse, pero aparece una gaviota que puede salvar a uno de ellos. Fidia y Roy le dicen a Ark que use la gaviota, ellos se aman ahora y no les importa morir juntos.
Viaje al inframundo
Ark cae en Australia y la nave se estrella en Sudamérica y el choque abre de nuevo el agujero al inframundo. Una vez terminado todo el trabajo en la superficie, Ark viaja al agujero en los Andes y decide volver al inframundo aunque Colón le advierte que no podrá volver a la superficie.
La lucha contra Gaia Oscura
En Krista, las personas se convierten en espíritus y atacan a Ark. El Sabio le dice que todo está hecho de Azul Cristal, incluso el propio Ark, y que, ahora que la energía está mermada, las réplicas pierden su forma y recuperan su alma original. Finalmente, el Sabio lo teletransporta a Piedra Gaia donde, tras recorrer un pasillo infinito, se enfrenta y vence por dos veces a Gaia Oscura (transformado en Agarack y Ragnara).
El final
Ark de la Luz le explica el origen de Krista a Ark de la Oscuridad y ambos se van a sus respectivos mundos. Yomi le cuenta que todas las formas de vida proceden de un mismo ser y él es ese tipo de ser. Finalmente, Gaia de la Luz le dice que Krista y el inframundo desaparecerán ahora que Gaia Oscura ha sido derrotado, pero le concede a Ark un último día en Krista. Ark pasa su último día de vida con Naomi, ella le dice que si están unidos por el destino se volverán a ver en algún lugar y, un poco más tranquilo, se va a dormir. Ark sueña que es un pájaro y vuela por todo el mundo, viendo como progresa hasta llegar al futuro. Finalmente, desciende sobre Storkolm. Naomi de la Luz está en su casa y alguien llama a la puerta. Naomi de la Luz abre la puerta y el juego se termina en ese momento.

## Personajes
- Ark (del inframundo): Es el protagonista. Ark es un joven travieso del pueblo de Krista. Sus pasatiempos favoritos son estropear los tejidos del telar, destrozar las calabazas y molestar a las gallinas. En realidad es un buen chico, y sabe disculparse si es necesario. Sin embargo, todo eso va a cambiar cuando desobedezca las instrucciones del Sabio...

- Naomi (del inframundo) (nombre original Elle, Renombrado a Célina en la versión francesa y a Melina en la alemana): Es una chica muy guapa y trabaja en el telar del pueblo. Es la mejor amiga de Ark (y algo más), la que mejor le comprende, pero se enfada cuando Ark hace algo que le molesta. Todo el pueblo de Krista bromea acerca de su amistad. En realidad, Naomi tiene un secreto oculto referente al mundo exterior, aunque ni ella misma lo conoce.

- Sabio: El Sabio del pueblo de Krista es una autoridad que tiene muchos secretos ocultos. Cuando se da cuenta de lo que ha hecho Ark le envía a una misión que, en principio, parece imposible. Aunque seguirá en la mente de Ark durante la aventura, nadie sabe sus verdaderas intenciones. Él es el Diablo, está usando a Ark para lleva a cabo sus planes de conquistar el mundo y que el progreso no se afiance nunca.

- Yomi (del inframundo): Es el guardián de la Caja de Pandora. Acompañará a Ark durante todo el viaje y, a veces, le aconsejará a la hora de tomar algunas decisiones. Sin embargo, ni siquiera él es como parece. A lo largo de la aventura se irán descubriendo más secretos de este personaje y su relación con el mundo exterior. En el final Yomi le dice a Ark que él es la forma que todos los seres vivos tenían antes de evolucionar en animales diferentes. El nombre de Yomi es una alusión al Inframundo Sintoístico.

- Lord Kumari: Es el monje venerable de Lhasa. Ha vivido la evolución de la Tierra a través de muchas reencarnaciones. Todo el pueblo de Lhasa le respeta y le creen un Dios viviente. A veces dará buenos consejos a Ark y le dirá qué debe hacer. Parece que él conoce la importancia de Ark para el mundo. Este personaje es una clara alusión al dalái lama.

- Ma-Yo (nombre original Meihou): Es el mejor amigo de Lord Kumari y siempre se ayudan mutuamente. Es tan sabio como él, pero Ma-Yo sale al mundo y viaja en busca de resolver el enigma del Héroe. También será de gran ayuda a Ark en los momentos de mayor necesidad. En una posible encarnación anterior fue Meila, un sacerdote de Astárica.

- Mei-Lin (nombre original Meilin): Es la nieta de Ma-Yo. Sus padres murieron y su abuelo decidió hacerse cargo de ella. Posee unos poderes mentales extraordinarios que, lamentablemente, usará para molestar a Ark. Aunque sus sentimientos hacia Ark irán cambiando a lo largo de su aventura. Es una chica contestona, maleducada y que no tiene la menor delicadeza y, cuando algo le sale mal, se pone a llorar repentinamente. En una posible encarnación anterior fue Meilia, una sacerdotisa de Astárica.

- Naomi (de la superficie) (nombre original Elle): La única superviviente de la destrucción de Storkolm (Estocolmo). Fue adoptada por el rey Henri, con la esperanza de que ella pudiese revelar el secreto del tesoro de Storkolm, lo que la convirtió en princesa de Loira. Sin embargo, estando traumatizada por la masacre, se quedó muda. Es muy parecida a Naomi de Krista, sólo se diferencian en el color del pelo ya que Naomi de Krista lo tiene violeta y Naomi de Storkolm lo tiene marrón. En una posible encarnación anterior, obtuvo poder a través de los rituales en Astárica.

- Ark (de la superficie): Es el equivalente del protagonista en la superficie, un personaje misterioso que aparece cuando se reúnen todas las Piedras Lunares.

- Perry (nombre original Perel): Perry es el mago del monopatín y vive en el orfanato de Liberita, junto a sus hermanos. Este chico siempre es optimista y es capaz de irradiar su optimismo al resto de la gente. Es un buen chico que, enseguida, hará buenas migas con Ark y que le ayudará en los momentos más complicados. En una posible encarnación anterior fue Pela, un sacerdote de Astárica.

- Fidia (nombre original Fyda): La espadachina es la protectora de Naomi en el mundo exterior. Es capaz de defenderla con su propia vida para eximir un oscuro secreto que tiene guardado acerca de su pasado (en realidad, es responsable de la muerte de sus padres bajo las órdenes del rey Henri y, atormentada por su culpabilidad, promete lealtad a Naomi). Desde el primer momento sorprende su honestidad y sentido de la justicia. En una posible encarnación anterior, fue una oficial de Astárica.

- Roy (nombre original Royd): Famoso mercenario que se apunta a cualquier cosa que tenga que ver con el dinero. Durante un tiempo será pretendiente de la princesa Naomi, puesto que el rey Henri ofrece su mano en matrimonio a la persona que pueda curar su mudez. Poco a poco irá comprendiendo que los sentimientos no se pueden comprar y comenzará a replantearse su vida como mercenario. En una posible encarnación anterior, Roy era un oficial de Astárica y tenía una relación de amor con Fidia.

- Berruga (nombre original Beruga): El doctor Berruga es un científico obsesionado con las enfermedades y la muerte y, en sus laboratorios, hará extraños experimentos genéticos para vencer a la muerte. Ganó el premio Nobel de la Paz por sus nuevas teorías sobre la biotecnología. Es el creador de la vacuna para el virus Asmodeus y vivió la anterior apocalipsis en su cámara criogénica. Desea acabar con los males y llegar a un mundo utópico donde nadie tenga miedo a la muerte. ¿Son sus planes tan benévolos como parecen?

- Ra: Ra es el primer ser vivo que conoce Ark en la superficie. Es el árbol del que proceden todas las plantas. Ark salva al árbol Ra de un parásito y, con ello, provoca el crecimiento de las plantas alrededor de todo el mundo.

- Liam: Es un cachorro de león enviado a un desfiladero a pasar una prueba de valentía para saber si puede ser un digno sucesor del rey Leo. Liam desmuestra que tiene el valor para ser rey al vencer a Fangosa, un monstruo formado por barro, y salvar a Ark. Después de varios años Ark vuelve a encontrarse con él, ya adulto, y Liam le entrega una de las valiosísimas Piedras Lunares.

- Aries: Esta cabra salva a Ark de la avalancha en Eklemata. Le proporciona calor y alimentos (alimento que era su esposo muerto) a Ark, luego le enseña el camino de la salida, aunque ella no puede salir y posteriormente muere de hambre y de frío.

- Kingbird: Rey de la aves. Es un enorme, viejo y dormilón pájaro que vive en la cima de una montaña, rodeado de águilas y aves migratorias.

## Jugabilidad

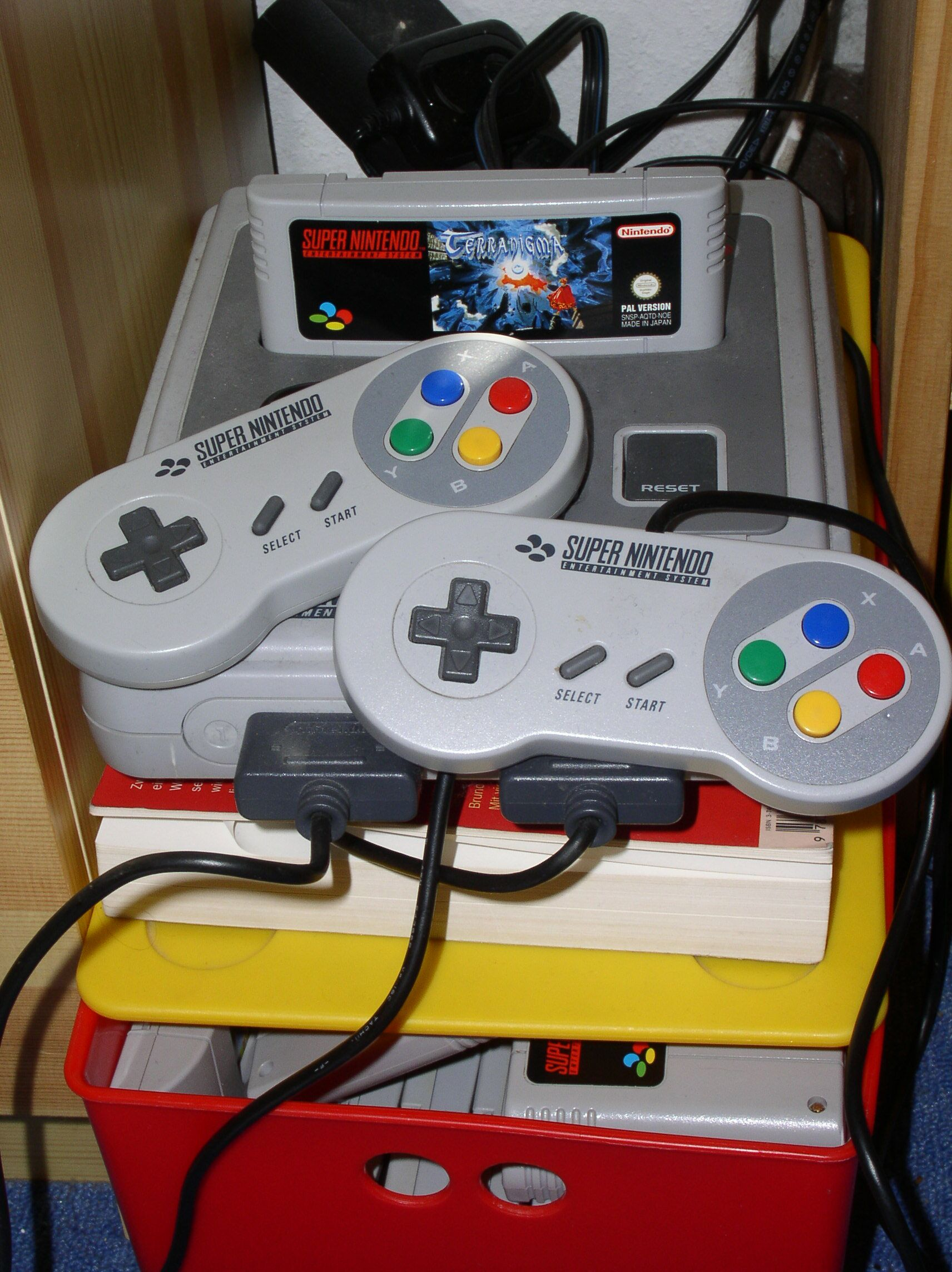
Cartucho de Terranigma en la consola SNES.

El juego se muestra casi al completo desde una perspectiva top-down, con sólo unas breves partes de scroll lateral. Mientras que en los mapas exteriores se usan gráficos en Modo 7, como en muchos otros RPG's de la época.
El protagonista, Ark, irá adquiriendo experiencia conforme mate a sus enemigos. Al llegar a cierta cantidad de experiencia Ark subirá de nivel, adquiriendo con ello más vida, fuerza, defensa y suerte. Hay un total de 50 niveles.

### Ataques
A lo largo de su aventura, Ark usa distintas lanzas o cetros, aunque todas poseen los siguientes ataques:
| Tipo de ataque  | Modo de ejecución                                                               | Es efectivo contra...              |
| --------------- | ------------------------------------------------------------------------------- | ---------------------------------- |
| Ataque Rápido   | Pulsando repetidas veces y muy rápidamente el botón de ataque.                  | Los enemigos con buena defensa.    |
| Ataque Cuchillo | Corriendo hacia algún sitio y pulsando el botón de ataque.                      | Enemigos que se mueven muy rápido. |
| Ataque Aguja    | Saltando y pulsando el botón de ataque en el aire.                              | Enemigos que están arriba.         |
| Ataque Deslizar | Corriendo hacia algún sitio, saltando y pulsando el botón de ataque en el aire. | Los enemigos del suelo.            |

### Habilidades
Ark también consigue distintos objetos durante su travesía que le aportan ciertas habilidades. En la siguiente tabla se explican dichos objetos:
| Objeto         | Habilidad que aporta                                          | Lugar en el que se consigue            |
| -------------- | ------------------------------------------------------------- | -------------------------------------- |
| Hojas Gigantes | Nadar                                                         | Dentro del árbol Ra (en Siemviva)      |
| Garfios        | Escalar a través de montañas escarpadas                       | Grecliff                               |
| Hierba Buena   | Bucear en ciertas zonas en las que hay burbujas sobre el agua | Cueva de Los Grandes Lagos             |
| Ancla Mágica   | Evitar ser arrastrado por corrientes de agua                  | Cueva de Los Grandes Lagos             |
| Zapatos Turbo  | Correr muy rápido y embestir contra paredes                   | En una pequeña isla cerca de Australia |

### Hechizos
Por otro lado, Ark puede conseguir una serie de hechizos en forma de anillos o amuletos. Para poder comprar esos hechizos se necesitan conseguir rocas mágicas a lo largo del juego, pero una vez usados los hechizos se nos devuelve la misma cantidad de rocas mágicas empleadas para comprarlos, por tanto no es necesario gastar dinero para comprarlos ni buscar continuamente nuevas rocas mágicas.

#### Anillos mágicos
A continuación se muestra una tabla con los anillos mágicos disponibles y el poder que tienen.
| Anillo mágico   | Poder |
| --------------- | --- |
| Anillo Fuego    | Dispara fuego desde la yema del dedo para asar a los enemigos. El fuego se controla utilizando el Panel de control. |
| Anillo Tormenta | Crea una inmensa bola de fuego que daña a casi todos los enemigos que se vean en pantalla.                          |
| Anillo Hielo    | Ark lanzará desde la yema de su dedo pequeños bloques de hielo para derribar a sus enemigos.                        |
| Anillo Huracán  | Crea un fuerte huracán alrededor de Ark que daña seriamente a los enemigos que se encuentren a la vista.            |
| Anillo Rayo     | Las armas de Ark dispararán anillos de rayos. Son especialmente efectivos contra enemigos mecánicos.                |
| Anillo Trueno   | Genera una devastadora tormenta eléctrica que daña seriamente a todos los enemigos que se encuentren a la vista.    |
| Anillo Solar    | Un hechizo poderoso que lanza a los enemigos un inmenso orbe de luz desde la yema de los dedos de Ark.              |
| Anillo Electra  | Invoca a una fuerte tormenta eléctrica que elimina a todos los monstruos que estén a la vista.                      |
| Anillo Tierra   | Crea un temblor de tierra salvaje que deja a los enemigos paralizados durante un breve período.                     |
| Anillo Cielo    | Abre la puerta a otra dimensión y transporta allí a todos los monstruos que se encuentren a la vista.               |

#### Amuletos mágicos
Los amuletos mágicos invocan a personajes importantes que se encuentran a lo largo del juego para que nos ayuden. A continuación se muestra una tabla con los amuletos mágicos disponibles y el poder que tienen.
| Amuleto mágico | Invoca a...                        | Poder                                                                          |
| -------------- | ---------------------------------- | ------------------------------------------------------------------------------ |
| Amuleto Floral | El árbol Ra, el rey de las plantas | Repone la vida de Ark.                                                         |
| Amuleto Viento | Kingbird, el rey de los pájaros    | Cura a Ark de cualquier enfermedad.                                            |
| Amuleto Hueso  | Kumari, el líder espiritual        | Teletransporta instantáneamente a Ark fuera de las mazmorras.                  |
| Amuleto Cuerno | El dragón Chucho, Dios del lago    | Protege a Ark durante diez segundos de los ataques especiales de los enemigos. |
| Amuleto Agua   | Mermaid, la reina de las sirenas   | Hace a Ark temporalmente invencible.                                           |

## Conexiones con otros juegos
Para muchos Terranigma forma parte de una trilogía llamada "Heaven and Earth Saga" (La saga del cielo y la Tierra), compuesta por Soul Blazer, Illusion of Time y Terranigma ya que tiene ciertos elementos en común: aparece un perro llamado Turbo, la presencia de la oscuridad y de la luz Gaia y ciertas localizaciones por ejemplo: "Mu" y "Cabo del Sur". El final de Illusion of Gaia sugiere un mundo moderno similar al de Terranigma y en Soul Blazer ofrece elementos similares a Terranigma como la resurrección de diferentes mundos, Illusion of Time un sistema de combate también similar temas como el balance entre la luz y la oscuridad; en el libro "The Untold History of Japanese Game Developers: Volume 1", Koji Yokota uno de los desarrolladores de ActRaiser, Soul Blazer,  Illusion of Time, Robotrek, y The Granstream Saga, fue entrevistado por el escritor del libro John Szczepaniak, quien comentó que los juegos que tienen cierta relación son ActRaiser, Soul Blazer e Illusion of Time. 
Fragmento de la entrevista:
JS: "Fans regard Soul Blazer, Illusion of Gaia, Terranigma and Granstream Saga, as a loosely connected four-part saga".
KY:"Yes, I tnink there was a common custom or threadshared among the games, in terms of scenario writing, such as like the delivery of the dialogue, and soon.So in the effect I think there was some resemblace. Starting with ActRaiser, and followed by Soul Blazer and Illusion of Gaia, the games are difinitily connected, in Miyazaki-San's mind, at least. Whereas Terranigma and Granstream Saga are some what different.Because I was the one who came up with the basic idea for Granstream Saga.I don't know about Terranigma though."
JS:"I suppose when someone likes all the games from a company, they want to draw connections".
KY: "Yes.I can understand that, because as a fan it's exciting to discover connections or relationships between the characters and contents of the games".
JS:"ActRaiser is part of a trilogy with Soul Blazer and Illusion of Gaia?"
KY:"Yes, I think like you said there are resemblaces among the three games, because Miyasaki-san kind of liked the idea of having a god versus demon, in wich the main character is on the side of the god and battles demon.That is the underlying concept the he likes to adopt, which unites those three games.He liked to grapple with the themes of creation and destruction in order to create drama. I think Miyasaki-san became very popular because he was able to come up with a convincing script, incorporating pathos, or kind of sadness into it".
Traducción:
JS: "Los fanáticos consideran Soul Blazer, Illusion of Gaia, Terranigma y Granstream Saga, como una saga de cuatro partes vagamente conectada."
KY: "Sí, creo que hubo una costumbre común o hilos compartidos entre los juegos, en términos de escritura de escenarios, como la entrega del diálogo. Así que en el efecto creo que hubo algo de parecido. Comenzando con ActRaiser, y seguido de Soul Blazer e Illusion of Gaia, los juegos están claramente conectados, al menos en la mente de Miyazaki-San. Mientras que Terranigma y Granstream Saga son algo diferentes. Porque fui yo quien ideó la idea básica de Granstream Saga, aunque no sé nada de Terranigma."
JS: "Supongo que cuando a alguien le gustan todos los juegos de una empresa, quiere establecer conexiones."
KY: "Sí, puedo entenderlo, porque como fan es emocionante descubrir conexiones o relaciones entre los personajes y los contenidos de los juegos"
JS: "¿ActRaiser es parte de una trilogía con Soul Blazer e Illusion of Gaia?"
KY: "Sí, creo que, como dijiste, hay semejanzas entre los tres juegos, porque a Miyasaki-san le gustó la idea de tener un dios contra un demonio, en el que el personaje principal está del lado del dios y el demonio de las batallas. Ese es el concepto subyacente que le gusta adoptar, que une esos tres juegos. Le gustaba lidiar con los temas de la creación y la destrucción para crear drama. Creo que Miyasaki-san se hizo muy popular porque fue capaz de idear un guion convincente, incorporando patetismo, o una especie de tristeza. ”
Aparentemente, la trilogía oficial consta de ActRaiser, Soul Blazer e Illusion of Gaia, mientras que  Terranigma,The Granstream Saga y los otros juegos de Quintet,solo se encuentran en el mismo universo de la misma compañía.
Comenzó en julio de 2021 una petición de la base de aficionados japonesa del juego, respaldada por Kamui Fujiwara y la cocompositora Miyoko Takaoka, para relanzar o remasterizar el juego.Fujiwara declaró que la falta de relanzamiento o remasterización del juego se debe a la desaparición y falta de contacto con el director Tomoyoshi Miyazaki.
Actualmente, Terranigma, al iguál que las demás entregas de la compañía, excepto The Granstream Saga, se encuentran en el catálogo de juegos del sitio oficial japonés de Square Enix.

## Curiosidades
- En una sala del Castillo de Sylvain, una muñeca está jugando a “Simón dice”. Repite sin cesar una frase y Ark debe acercarse y golpearla, pero sin moverse cuando diga "Simón dice: párate".
- En el mundo de la superficie, Ark debe ayudar a expandir las ciudades ayudando a sus inventores (como a Eddy a inventar la lámpara incandescente, a Bell a inventar el teléfono...), fomentando su cultura, su turismo, etc.
- En Neotokio (Japón), la ciudad más avanzada del mundo, Ark lucha contra un fantasma oculto en un cubo de basura consiguiendo con ello revivir a los programadores de Quintet, entre ellos una gallina, que están creando el juego Illusion of Time 2 es decir Terranigma.En la versión japonesa el juego que está desarrollando es 天地創造 (Tenchi Sōzō) literalmente estaban haciendo Terranigma; además en dicha versión, podías contestar un cuestionario para ver si eras experto en los juegos que hicieron:ActRaiser, ActRaiser 2, Soul Blazer, Illusion of Gaia y Robotrek.
- En"Chicken Races",se encuentra un niño preocupado por una gallina llamada "Catherine", una referencia a la que sale en Robotrek en su versión japonesa.
- En Robotrek, "Rococó Town" (ロ コ コ 町) es una referencia del estilo artístico que se originó en París a finales del siglo XVII y principios del XVIII. En Terranigma Ark compra por 800 gemas: "Apartamento Rococó" (ロ コ コ ア パ ー ト).
- Al momento de descriogenizar al doctor Berruga, éste conversa con Ark, y luego le comenta las leyes de la robótica planteadas por el escritor y bioquímico Isaac Asimov.
- El personaje de Naomi (Elle en la versión japonesa) tiene diferentes nombres en las traducciones del juego: Naomi en español, Elle en inglés, Melina en alemán y Célina en francés.
- Para las misiones secundarias se usaba a personajes históricos como para desarrollarlas, como Graham Bell o Thomas Alva Edison.